# 12 Tauri
12 Tauri är en orange jätte i Oxens stjärnbild.
12 Tau har visuell magnitud +5,56 och befinner sig på ett avstånd av ungefär 370 ljusår.